# مطار ليون مبا الدولي
مطار ليون مبا (إياتا: LBV، إيكاو: FOOL)(بالفرنسية: Aéroport international Léon-Mba) هو مطار دولي، يخدم مدينة ليبرفيل عاصمة الغابون، ويعرف أيضاً بمطار ليبرفيل الدولي، يعتبر المطار الرئيسي لدولة الغابون وقد أنشئ سنة 1950.

## شركات الطيران
| شركـات طيـران                 | الوجهات |
| ----------------------------- | --- |
| AfriJet                       | مطار مايا مايا، مطار كوتونو، مطار دوالا الدولي، Franceville، مطار بوانت نوار، Port Gentil، مطار ساو تومي، مطار ياوندي |
| إير كوت ديفوار                | مطار أبيدجان الدولي، مطار مايا مايا، مطار كوتونو، مطار بوانت نوار                                                     |
| الخطوط الجوية الفرنسية        | مطار باريس شارل ديغول                                                                                                 |
| الخطوط الجوية السنغالية       | مطار كوتونو، مطار بليز دياغني الدولي، مطار دوالا الدولي                                                               |
| أسكاي                         | مطار دوالا الدولي، مطار أوليفر ريجنالد تامبو، مطار ندجيلي، مطار لومي، مطار ساو تومي، مطار ياوندي                      |
| الخطوط الجوية الكاميرونية     | مطار دوالا الدولي |
| سيبا إنتركونتيننتال           | Bata، مطار دوالا الدولي، مطار مالابو، مطار بوانت نوار، مطار ساو تومي                                                  |
| الخطوط الجوية الإثيوبية       | مطار أديس أبابا بولي الدولي، مطار مالابو                                                                              |
| الموريتانية للطيران           | مطار باماكو موديبو كيتا الدولي                                                                                        |
| Nationale Regionale Transport | Franceville، Koulamoutou، Makokou، Mouila، Oyem، Port-Gentil، Tchibanga                                               |
| الخطوط الملكية المغربية       | مطار محمد الخامس الدولي                                                                                               |
| الخطوط الجوية الرواندية       | مطار مايا مايا، مطار كوتونو، مطار دوالا الدولي، مطار كيغالي الدولي، مطار ياوندي                                       |
| ترانس إير الكونغو             | مطار دوالا الدولي، مطار بوانت نوار                                                                                    |
| الخطوط الجوية التركية         | مطار إسطنبول الدولي، مطار كواترو دي فيفيريرو، مطار بوانت نوار                                                         |